# Cmentarz parafii Matki Bożej Częstochowskiej w Poznaniu
Cmentarz parafii Matki Bożej Częstochowskiej  — cmentarz parafialny w Poznaniu na Naramowicach znajduje się w północnej części miasta. Leży na terenie parafii Matki Bożej Częstochowskiej w Poznaniu w dekanacie Poznań-Piątkowo. Na północy linia kolejowa, na południowym zachodzie rezerwat przyrody Żurawiniec, a na wschodzie Osiedle Żurawiniec.

## Wygląd
Na terenie cmentarza prowadzą trzy bramy. Przed jedną z bram są stoiska handlowe. Dwie główne aleje spotykają się na placyku przed kaplicą cmentarną. Na środku placyku stoi drewniany krzyż. Przed kaplicą jest drewniane zadaszenie. Przy dłuższej alei znajduje się grobowiec księży z miejscowej parafii. Ogromy obszar cmentarza zajmuje puste pole, jeszcze nie wykorzystane do pochówków. Cały teren jest ogrodzony. Wśród drzewostanu górują drzewa liściaste.

## Osoby pochowane
- Zbyszko Chojnicki (1928–2015) — polski geograf
- ks. kan. Marian Bogacki — proboszcz parafii Matki Bożej Częstochowskiej w latach 1947–1983[3]
- Bernard Paweł Bzdawka 14 sierpnia 1916 – 4 września 1983 — żołnierz AK, cichociemny[3]
- Ignacy Giernatowski (24 lipca 1874 – 16 listopada 1948) — powstaniec wielkopolski[3]
- ks. Antoni Hałas — proboszcz parafii Matki Bożej Częstochowskiej w latach 1935-1940[3]
- Witold Jurczyk (1931–2016) — chirurg i anestezjolog
- Wanda Kaczmarek (1931–2014) — mikrobiolożka i ekolożka gleby
- Wincenty Władysław Kasprowicz (9 stycznia 1897 – 30 sierpnia 1974) — powstaniec wielkopolski, Pustelnik Pieniński 1924–1949[3]
- Zenon Lewandowski 9 lipca 1859 – 23 marca 1927 — powstaniec wielkopolski, poseł na sejm ustawodawczy, konsul generalny RP w Olsztynie[3]
- Bogdan Radomski ps. "Warta" 11 maja 1924 – 7 listopada 1988 — żołnierz AK okręgu kieleckiego, oddziału "Kajtka"[3]
- Antoni Susicki (1889–1980) — powstaniec wielkopolski[3]
- Wiesław Wagner 1945 – 26 czerwca 2010 — profesor doktor habilitowany, statystyk[3][4]

## Kontrowersje
W roku 2006 Wojewódzki Sąd Administracyjny, orzekł, że rozbudowa cmentarza była nielegalna. W 2011 inspektor budowlany nakazał wstrzymanie prac przy rozbudowie nekropolii. W kwietniu 2012 skierowano sprawę do samorządowego kolegium odwoławczego. Powodem sprawy było wykonywanie pochówków w strefie ochronnej cmentarza.